# Panayótis Sgourídis
Panayótis Sgourídis (grec moderne : Παναγιώτης Σγουρίδης) est un homme politique grec.

## Biographie
Il est d'abord vice-président du Parlement grec.
Le 26 janvier 2015, il est nommé secrétaire d'État pour le Développement rural dans le gouvernement Tsípras I.